# Catalogo delle piante dei dintorni di Siena
Catalogo delle piante dei dintorni di Siena (abreviado Cat. Piante Siena) es un libro con ilustraciones y descripciones botánicas que fue escrito por el médico y botánico italiano Biagio Bartalini y publicado en Italia en el año 1776 con el nombre de Catalogo delle piante che nascono spontaneamente intorno alla citta' di Siena, coll' aggiunta d'altro catalogo dei corpi marini fossili che si trovano in detto luogo.
Catalogo delle piante dei dintorni di Siena es uno de los primeros libros en utilizar en Italia la nomenclatura propuesta por C. von Linneo (1707-1778).